# David Warner
David Hattersley Warner (Manchester, Lancashire, Egyesült Királyság, 1941. július 29. – 2022. július 24.), Primetime Emmy-díjas brit (angol) színpadi és filmszínész. 
Karakterszínészként éles arcvonásaival, mély hangjával, marcona megjelenésével hatásosan formált meg gonoszokat, félelmet keltő, kiismerhetetlen alakokat. Ismertebb szerepeit az Ómen, A francia hadnagy szeretője és a Tron filmekben alakította, de szerepelt a Twin Peaks sorozatban és a Hölgyek levendulában c. filmdrámában is. Egy 1984-es Frankenstein-filmben ő alakította a Teremtményt.

## Élete

### Származása, tanulmányai
Manchester környékén született. Édesanyja az angol Ada Doreen-Hattersley, édesapja Herbert Simon Warner, egy idősotthon vezetője, aki oroszországi zsidó családból származott. A szülők David születésével egyidőben elváltak, apja újranősült. Édesanyját, aki alkohol és drogproblémákkal küzdött, elvesztette még tizenéves korában. Apja és mostohaanyja nevelte.
Későbbi visszaemlékezéseiben gyermekkorát zűrzavarosnak („messy”) írta le. Apja többször váltott munkahelyet, a család gyakran költözött, David nyolc különféle iskolába járt. Rossz tanuló volt, de egyik tanára ösztökélésére megpróbálkozott a színjátszással. Első iskolai színielődásán Lady Machbethet játszotta. Színjátszó sikereire támaszkodva összeeszedte magát, tanulmányi eredményei feljavultak, sikeresen elvégezte a középiskolát és felvételt nyert a londoni Royal Academy of Dramatic Art színiakadémiára, ahol 1961-ben kapott oklevelet.

### Színészi pályája
A RADA színiakadémián töltött éveiről negatívan nyilatkozott. Felmérte, hogy nem tartozik a „szépfiúk” közé, és az idealizált külső megjelenést favorizáló rendszer hátrányosan érinti. Sokat dolgozott, hogy színészi eszköztárát gazdagítsa. Végzés után a Royal Shakespeare Company tagja lett és a Royal Court Theatre-ben kezdett dolgozni. 1962-ben mellékszerepet kapott Shakespeare: Szentivánéji álom című darabjában, majd sorra kapta a komolyabb szerepeket Shakespeare drámáiban, A viharban, és a Julius Caesarban, majd főszerepet alakított a II. Richárd című királydrámában.
A filmvásznon apró névtelen mellékszerepek után 1963-ban jelent meg figyelmet keltő szerepben, Blifilt alakította Tony Richardson rendező Tom Jones című filmjében. Címszerepet kapott Karel Reisz rendező 1966-os Morgan: A Suitable Case for Treatment című pszichodrámájában, partnere Vanessa Redgrave volt. Két évvel később, 24 évesen, Peter Hall rendező Szentivánéji álom c. filmjében, Lysander szerepében széles ismertséget szerzett. Ugyancsak 1968-ban Treplovot játszotta Sidney Lumet Sirály c. filmjében, amely Csehov műve alapján készült. 1969-ben Volker Schlöndorff német rendező Kohlhaas Mihály c. filmjének címszerepében volt látható, 1970-ben Joshua tiszteletest játszotta Sam Peckinpah amerikai rendező A pap, a kurtizán és a magányos hős c. westernjében.
Az 1970-es években játszott hangsúlyos szerepei: Jennings, a fotós az 1976-os Ómen-ben, Sir Edmond az 1978-as 39 lépcsőfok-ban, kettős szerepben (dr. Stevenson és Hasfelmetsző Jack) az 1979-es Time After Time-ban, Malcolm McDowell mellett. 1977-ben szerepelt Alain Resnais Gondviselés (Providence) c. filmjében és Sam Peckinpah Vaskereszt c. háborús drámájában, James Coburn és Maximilian Schell társaságában.
1981-ben megkapta a legjobb mellékszereplőnek járó Emmy-díjat a Masszada tévésorozatban nyújtott Pomponius Falco-alakításáért.
Az 1980-as években a Főgonosz Géniuszt játszotta, parádés szereplőgárda tagjaként az Időbanditákban, a számítógép belső világát uraló gonosz program-entitást az 1982-es TRON-ban és a kizsákmányolt Bob Crachitot az 1984-es Karácsonyi énekben. Két produkcióban alakította Reinhard Heydrich náci birodalmi vezetőt, 1978-ban a Holocaust (A Weiss család története minisorozatban és 1985-ben a Történelmi magánügyek avagy az SS szorításában c. tévéfilmben.
1990-től jelentős szerepeket kapott nemzetközi filmprodukciókban, így a a Star Trek-sorozat több filmjében, az 1989-es A végső határ-ban, az 1991-es A nem ismert tartomány-ban, majd az 1992-es Az új nemzedék-ben is. Az elsőben emberi lényt, a másodikban egy klingont, a harmadikban egy kardassziánust.
Három Titanic-történetben szerepelt, 1979-ben az S.O.S. Titanic-ban, az 1981-es Időbanditák Titanic-jeleneteiben, és az 1997-es Titanic-filmben. 2000 után Warner kevesebb mozifilmben jelent meg, de tévészereplései megsűrűsödtek. Népszerű sorozatok epizódjaiban jelent meg, így a Mad Dogs-ban és a Ki vagy, doki?-ban. A Kisvárosi gyilkosságok „Halálkanyar” című epizódjában (2011) kiöregedett autóversenyzőt alakít, aki megöli esélyesebb versenytársát, és magáévá teszi annak feleségét és leányát is. 2001 után ismét színpadi alakításokat vállalt, Shakespeare-művekben (Lear király, IV. Henrik) idős korának megfelelő főszerepeket játszott el, nagy sikerrel. Több, mint 200 mozifilmben és sorozatban szerepelt. Jellegzetesen férfias, mély hangja miatt keresett szinkronszínész, emellett több angol nyelvű rajzfilmsorozathoz és videójátékhoz (pl. Fallout) is adta a hangját, vagy narrátorként beszélt (pl. a Micimackó visszatér-ben).

### Magánélete
1969–1972 között Harriet Lindgrennel élt házasságban, de elváltak. 1979-ben Warner újra nősült, Sheilah Kentet vette feleségül, 1982-ben egy közös fiuk született, 2005-ben elváltak.

### Halála
2021 elején rákbetegséget diagnosztizáltak szervezetében. Másfél évvel később, 2022. július 24-én hunyt el London Northwood kerületében, a Denville Hall kastélyban berendezett színészotthonban, mindössze öt nappal 81. születésnapja előtt.

## Főbb filmszerepei
- 1962: We Joined the Navy; tengerész, névtelen
- 1963: Z cars; Mr Gee
- 1963: Tom Jones; Blifil
- 1966: Morgan: A Suitable Case for Treatment; Morgan
- 1967: Ébresztő a halottnak (The Deadly Affair); II. Eduárd
- 1968: A munka megszállottja (Work Is a Four Letter Word); Valentine Brose
- 1968: Az ezermester (The Fixer); Odojevszkij gróf (rend. John Frankenheimer)
- 1968: Sirály (The Sea Gull); Konsztantyin Trepljov
- 1968: Szentivánéji álom (A Midsummer Night’s Dream; Lysander
- 1969: Kohlhaas Mihály (Michael Kohlhaas - Der Rebell); Kohlhaas Mihály
- 1970: A pap, a kurtizán és a magányos hős (The Ballad of Cable Hogue); Joshua Douglas Sloan tiszteletes
- 1965-1970: A rózsák háborúja (The Wars of the Roses), televíziós sorozat; VI. Henrik
- 1971: Szalmakutyák (Straw Dogs); Henry Niles
- 1973: Babaház (A Doll’s House); Torvald  (Ibsen: Nóra c. dráma adaptációja)
- 1974: A síron túlról (From Beyond the Grave); Edward Charlton
- 1975: Ritkaságok boltja (The Old Curiosity Shop); Sampson Brass
- 1976: Ómen (The Omen); Keith Jennings fotós
- 1977: Gondviselés (Providence); Kevin Langham / Kevin Woodford
- 1977: Vaskereszt (Cross of Iron); Kiesel százados   - - -Sam Peckinpah
- 1977: Age of Innocence; Henry Buchanan
- 1977: Az ezüst rejtélye (Silver Bears); Firdauszi aga
- 1978: Holocaust (A Weiss család története), tévé-minisorozat; Reinhard Heydrich
- 1978: 39 lépcsőfok (The Thirty Nine Steps); Sir Edmund Appleton
- 1979: Denevérinvázió (Nightwing); Phillip Payne
- 1979: Airport ’79 – Concorde (The Concorde… Airport ’79); Peter O’Neill
- 1979: S.O.S. Titanic, tévéfilm, Laurence Beesley
- 1980: Rémségek szigete (The Island); John David Nau
- 1981: Masszada (Masada); tévé-minisorozat; Pomponius Falco szenátor
- 1981: Időbanditák (Time Bandits); Géniusz, a főgonosz
- 1981: A francia hadnagy szeretője (The French Lieutenant’s Woman); Murphy
- 1982: Tron, avagy a számítógép lázadása (TRON); Ed Dillinger / Sark / Master Control Program
- 1982–1983: Marco Polo, tévésorozat; Antonio Rustico / Rustichello
- 1983: Agyban nagy (The Man with Two Brains); Dr. Alfred Necessiter
- 1983: Remington Steele, tévésorozat; Alexander Sebastien
- 1984: Farkasok társasága (The Company of Wolves); apa
- 1984: Karácsonyi ének (A Christmas Carol), tévéfilm, Bob Cratchit
- 1984: Frankenstein, tévéfilm; a teremtmény
- 1985: Történelmi magánügyek avagy az SS szorításában (Hitler’s S.S.: Portrait in Evil); Reinhard Heydrich
- 1987: Jancsi és Juliska (Hansel and Gretel); apa
- 1987: Tinédzser vámpír (My Best Friend Is a Vampire); Leopold McCarthy professzor
- 1987: Tell Vilmos (Crossbow); alkimista
- 1988: Hanna háborúja (Hanna’s War); Julian Simon százados (rend. Menahem Golan)
- 1988: Mr. North, Doktor Angus McPherson
- 1988: Hongkong bugyrai (Keys to Freedom); Nigel Heath
- 1989: Star Trek V: A végső határ (Star Trek V: The Final Frontier); John Talbot őrmester
- 1989: Halálos szenvedély (Mortal Passions); Dr. Terrence Powers
- 1989: Acélcsapda (Tripwire); Szabó József
- 1990: Perry Mason: A mérgezett toll (Perry Mason: The Case of the Poisoned Pen), tévéfilm; Bradley Thompson
- 1990: Ian Fleming titkos élete (The Secret Life of Ian Fleming), tévéfilm; Godfrey admirális
- 1990: Dowling atya nyomoz (Father Dowling Mysteries), tévésorozat; Sir Arthur Wedgeworth
- 1991: Twin Peaks, tévésorozat; Thomas Eckhardt
- 1991: Tini nindzsa teknőcök II. – A trutymó titka (Teenage Mutant Ninja Turtles II: The Secret of the Ooze); Jordon Perry professzor
- 1991: Kék tornádó (Blue Tornado); parancsnok
- 1991: Halálos igézet (Cast a Deadly Spell); Amos Hackshaw
- 1991: Star Trek VI: A nem ismert tartomány (Star Trek VI: The Undiscovered Country); Gorkon kancellár
- 1992: Mesék a kriptából IV. (Tales from the Crypt), tévésorozat; Dr. Alan Goetz
- 1992: A bolygó kapitánya (Captain Planet and the Planeteers), animációs tévésorozat; Zarm hangja
- 1992: Hazug szem (L’oeil qui ment); Ellic
- 1992: Star Trek: Az új nemzedék (Star Trek: The Next Generation); tévésorozat; Gul Madred
- 1992: Kém Rt. – Kémek, hazugságok, alibik (Spies Inc.); Arthur Cleague
- 1992: Föld és vér (De terre et de sang); Tripolisz grófja
- 1993: Perry Mason: Az örök fiatalság titka (Perry Mason: The Case of the Skin-Deep Scandal), tévéfilm; Harley Griswold
- 1991–1994: A dinoszauruszok (Dinosaurs), animációs tévésorozat; a fa lelke (hang)
- 1993: Vad pálmák (Wild Palms), tévé-minisorozat; Eli Levitt
- 1993: Hullazsákok (Body Bags), tévéfilm, Dr. Lock
- 1990–1993: Gyilkos sorok (Murder, She Wrote), tévésorozat; 2 epizódban; McLaughlin felügyelő / Justin Hunnicut
- 1993: Felfedezőúton a Delta lovagok (Quest of the Delta Knights), videofilm; Lord Vultare / Baydool / narrátor
- 1993: Vadnyugati fejvadász (The Adventures of Brisco County, Jr.), tévésorozat; Winston Smiles
- 1993: Nekronomikon - A holtak könyve (Necronomicon); Dr. Madden
- 1993: Szabaddá válni (Taking Liberty); Sir Leopold Linwood
- 1994: Lois és Clark: Superman legújabb kalandjai (Lois & Clark: The New Adventures of Superman), tévésorozat, egy epizódban; Jor-El
- 1994: Babylon 5, tévésorozat, egy epizódban; Aldous Gajic
- 1994: Felony - Halálos felvételek (Felony), Cooper
- 1994: Találkahely (Tryst); Jason
- 1994: Az őrület torkában (In the Mouth of Madness); Dr. Wrenn
- 1992–1995: Batman: A rajzfilmsorozat (Batman: The Animated Series); Ra’s al Ghul hangja
- 1996: Raszputyin (Rasputin), tévéfilm; Dr. Botkin
- 1996: Meztelen lelkek (Naked Souls); Dr. Everett Longstreet
- 1996: Vadak ura 3: Braxus szeme (Beastmaster III: The Eye of Braxus); Lord Agon
- 1996: A felforgató (The Leading Man); Tod
- 1997: Roar, tévésorozat, narrátor hangja
- 1997: Micimackó visszatér (Pooh’s Grand Adventure: The Search for Christopher Robin), videofilm; narrátor hangja
- 1997: Pénz beszél (Money Talks); Barclay
- 1995–1997: Pókember (Spider-Man), animációs tévésorozat; Herbert Landon / Red Skull
- 1997: Titanic; Spicer Lovejoy
- 1997: Sikoly 2. (Scream 2); Gus Gold drámatanár
- 1998: Houdini – A halál cimborája (Houdini), tévéfilm; Sir Arthur Conan Doyle
- 1999: Wing Commander – Az űrkommandó (Wing Commander), Geoffrey Tolwyn admirális
- 1999: Total Recall – Az emlékmás (Total Recall), tévésorozat; Dr. Felix Latham
- 1997–1998: Végtelen határok (The Outer Limits), tévésorozat; Harold Langford felügyelő / Bill Trenton
- 1999: Superman, animációs sorozat; Ra’s al Ghul hangja
- 1999: Kiéhezve (The Hunger), tévésorozat; Vassu
- 2000: Visszatérés a titkos kertbe (Back to the Secret Garden), Dr. Snodgrass
- 2000: Kezdetben vala (In the Beginning); Eliezer
- 2000: Pénz és szerelem, tévésorozat; Hugh
- 2001: Őfelsége kapitánya: Zendülés (Hornblower: Mutiny), tévéfilm; James Sawyer kapitány
- 2001: Őfelsége kapitánya: A megtorlás (Hornblower: Retribution), tévéfilm; James Sawyer kapitány
- 1997–2001: Sötét zsaruk (Men in Black: The Series), animációs tévésorozat; Alpha
- 2001: A majmok bolygója (Planet of the Apes); Sandar szenátor
- 2002: Kódolt összeesküvés (The Code Conspiracy); professzor
- 2003: Az élet csókja (Kiss of Life); Bruce Northorp főfelügyelő
- 2001–2003: Billy és Mandy kalandjai a Kaszással (Grim & Evil), animációs sorozat; Nergal hangja
- 2002–2003: Mizújs, Scooby-Doo? (What’s New, Scooby-Doo?); öregember hangja
- 2004: Út a sötétbe (Straight Into Darkness); diakónus
- 2004: Hölgyek levendulában (Ladies in Lavender); Dr. Francis Mead
- 2004: Agatha Christie: Marple, Paddington 16:50; Luther Crackenthorpe
- 2005: Érzékeny bőr (Sensitive Skin); Robert Ringwald
- 2006: Az ókori Róma tündöklése és bukása (The Battle for Rome), tévé-minisorozat; Claudius Pulcher
- 2006: Varázsapu (Hogfather), tévéfilm; Lord Downey
- 2007: A vadon bűvöletében (Wild at Heart), tévésorozat; Gerald
- 2008: Szeretem Barbarát (In Love with Barbara); Lord Mountbatten
- 2009: Ki vagy, doki? (Doctor Who: Dreamland), tévé-minisorozat; Lord Azlok
- 2010: Fekete halál (Black Death); apát
- 2011: Kisvárosi gyilkosságok (Midsomer Murders), tévésorozat, „Death in the Slow Lane” epizód; Peter Fossett
- 2013: Ki vagy, doki? (Doctor Who); Griszenko professzor
- 2013: Before I Sleep; Eugene Devlin
- 2014: Londoni rémtörténetek (Penny Dreadful); Abraham Van Helsing professzor
- 2015: Lewis – Az oxfordi nyomozó (Lewis), tévésorozat; Donald Lockston
- 2008–2015: Wallander, tévésorozat; Povel Wallander
- 2015–2016: Gumball csodálatos világa (The Amazing World of Gumball), animációs sorozat; Dr. Wrecker hangja
- 2018–2020: Az elmeorvos (The Alienist), tévésorozat; Cavanaugh professzor
- 2018: Mary Poppins visszatér (Mary Poppins Returns); Boom admirális
- 2013–2020: Tini titánok, harcra fel! (Teen Titans Go!), animációs sorozat; A Lebeny hangja